# Выборы главы Республики Карелия (2002)
Выборы Главы Республики Карелия, в соответствии с решением Законодательного собрания Республики Карелия II созыва, состоялись 28 апреля 2002 года. На выборах официально были зарегистрированы 5 кандидатов — трое были выдвинуты непосредственно избирателями, один представитель от зарегистрированной партии и один самовыдвиженец. Это были первые выборы на должность «Глава Республики Карелия» — ранее наименование должности было «Премьер-министр Правительства Республики Карелия» и оно было изменено 12 мая 2002 года, после проведения общереспубликанского референдума и по его итогам. Выборы Главы Республики Карелия состоялись в первом туре, победил Сергей Катанандов.
Особенностью выборов стал высокий процент протестного голосования — более 10 процентов голосов. В первые часы серьёзной проблемой была низкая явка избирателей и труднодоступность многих районов республики. На остров Кижи с урной для голосования вылетел специальный вертолёт.

## Процедура
В соответствии с республиканским законом «О выборах Главы Республики Карелия» выборы признаются состоявшимися, если в них приняли участие не менее 25 % избирателей, включённых в списки избирателей на момент окончания голосования, а число голосов, поданных за выигравшего кандидата не меньше, чем число голосов, поданных против всех кандидатов.
Избранным считается зарегистрированный кандидат, который получил более 50 % голосов избирателей, принявших участие в голосовании.

## Итоги выборов
В выборах в приняли участие 288 284 человека, таким образом явка избирателей составила 50,36 %.
| Явка избирателей                                      | Явка избирателей                                      | Явка избирателей | Явка избирателей |
| ----------------------------------------------------- | ----------------------------------------------------- | ---------------- | ---------------- |
| Число избирателей, включённых в список избирателей    | Число избирателей, включённых в список избирателей    | 572 457          | 100 %            |
| Из них приняли участие в выборах (выдано бюллетеней)  | Из них приняли участие в выборах (выдано бюллетеней)  | 288 284          | 50,36 %          |
| Процент испорченных бюллетеней                        |                                                       |                  |                  |
| Приняли участие в голосовании (возвращёно бюллетеней) | Приняли участие в голосовании (возвращёно бюллетеней) | 287 446          | 100 %            |
| Из них действительных бюллетеней                      | Из них действительных бюллетеней                      | 278 317          |                  |
| Из них недействительных бюллетеней                    | Из них недействительных бюллетеней                    | 9 129            |                  |
| Распределение голосов:                                |                                                       |                  |                  |
| 1.                                                    | Сергей Катанандов                                     | 153 652          | 53,45 %          |
| 2.                                                    | Артур Мяки                                            | 40 377           | 14,05 %          |
| 3.                                                    | Василий Попов                                         | 29 799           | 10,37 %          |
| 4.                                                    | Борис Тюков                                           | 21 493           | 7,48 %           |
| 5.                                                    | Константин Бобылёв                                    | 2 188            | 0,76 %           |
| Х                                                     | против всех                                           | 30 808           | 10,72 %          |
| Число действительных (учтённых) бюллетеней            | Число действительных (учтённых) бюллетеней            | 278 317          | 100 %            |